# 1998 QP47
1998 QP47 är en asteroid i huvudbältet som upptäcktes den 17 augusti 1998 av LINEAR i Socorro County, New Mexico.
Asteroiden har en diameter på ungefär 9 kilometer och den tillhör asteroidgruppen Koronis.